# Macrocybe gigantea
Macrocybe gigantea är en svampart som först beskrevs av George Edward Massee, och fick sitt nu gällande namn av Pegler & Lodge 1998. Macrocybe gigantea ingår i släktet Macrocybe och familjen Tricholomataceae.   Inga underarter finns listade i Catalogue of Life.